# Ultra Low Delay Coder
Der Ultra Low Delay Codec (ULD)  ist ein verlustbehaftetes Audiodatenkompressionsverfahren, das im Vergleich zu gängigen Verfahren wie MP3 oder AAC eine deutlich geringere Signalverzögerung (engl. Delay) erzeugt. Damit eignet sich der ULD Codec besonders für Kommunikationsanwendungen (zum Beispiel Internettelefonie und Musizieren über Netzwerke), bei denen nicht nur hohe Kompression, sondern auch geringe Latenzzeiten wichtig sind.
Der ULD Codec wurde am Fraunhofer-Institut für Digitale Medientechnologie (IDMT) in Ilmenau in Zusammenarbeit mit dem Fraunhofer-Institut für Integrierte Schaltungen (IIS) in Erlangen entwickelt. Die Forschungsarbeiten werden an der Technischen Universität Ilmenau weitergeführt.